# Rdeča pritlikavka
Rdéče pritlíkavke so najmanjše dejavne zvezde in so zvezde glavnega niza spektralnega razreda M. Njihova masa je manjša od mase našega Sonca, a znaša najmanj 0,075 mase Sonca (7,5 %) Sončeve mase, kajti pri manjši masi jedrsko zlivanje (zlivanje vodika v helij) ne steče. Rdeče pritlikavke so hladnejše kot Sonce, zato sevajo več svetlobe v rdečem predelu barvnega spektra. Njihova absolutna magnituda (svetlost) je občutno manjša od svetlosti našega Sonca. Proksima (»najbližja«) Kentavra je rdeča pritlikavka, a četudi je to nam najbližja zvezda (po Soncu), je s samim očesom ne moremo opazovati. Ker te zvezde počasneje porabijo jedrsko gorivo za zlivanje atomskih jeder, vodik in helij, manjše kot so, večjo življenjsko dobo imajo. Ker Sonce porabi svoje gorivo v približno 10 milijardah let, lahko rdeče pritlikavke svetijo tudi do 1777 milijard let. Rdeče pritlikavke so najpogostejše zvezde v naši Galaksiji, ki smo ji nekdaj rekli Rimska cesta. Približno 70 % zvezd pripada tej kategoriji.
Rdeča pritlikavka je najmanjša izmed aktivnih zvezd, ki predstavlja približno 70 % vseh zvezd v naši galaksiji. Rdeče pritlikavke so zvezde „glavne veje“ spektralnega razreda M1-9 V. Njihova masa znaša med 8 in 57 % mase Sonca. Pri manjši masi ne bi prišlo do zlivanja vodika, tako bi nastala rjava pritlikavka. Malce bolj masivne zvezde so oranžne zvezde spektralnega razreda K1-9 V. Pogojene z majhno maso, najdemo v notranjosti rdečih pritlikavk zelo malo pretvarjanja vodika v helij, ker je njihova reaktivnost zaradi manjše gostote, temperature in pritiska manjša (zlivanje kemičnih elementov), zaradi česar znaša njihova površinska temperatura samo med 2200 in 3800 °K Kelvina (Sonce: 5860 °K) in skoraj oddana oz. izsevano samo sevanje velikih valovnih dolžin (rdečkasta in infrardeča svetloba) z manjšo močjo (pri približno 1/10000 - 1/30 izseva Sonca). Rdeče pritlikavke so popolnoma konvektivne: prenos toplote deluje vsepovsod zaradi termike (pretoka toplejše snovi v hladnejša področja zvezde). Zato te zvedze porabijo vso zalogo vodika in jo pretvorijo v helij. Rdeče pritlikavke imajo zelo majhen izsev, zato ne moremo nobene izmed njih videti s prostimi očmi (njihova navidezna magnituda je manjša od 6,00 vizuelne magnitude). Najbližje ležeča zvezda (takoj za Soncem) je rdeča pritlikavka Proxima Kentavra („Najbližja Kentavra“). Rdeča pritlikavka lahko dočaka velikansko starost: tudi do 1777 milijard let. Na koncu svoje poti se segreje in se skrči do stopnje bele pritlikavke. Rdeče pritlikavke ne postanejo rdeče orjakinje, ker je zlivanje helija v ogljik izključeno zaradi njihove majhne mase (za to je potrebna masa najmanj 0,49 mase Sonca).
Zaradi njihovih majhnih polmerov imajo rdeče pritlikavke bistveno večjo gostoto kot jo ima naše Sonce. Rdeča pritlikavka podlegajo v nerednih razmikih močne blišče, zaradi česar se v trenutku lahko zelo poveča izsev zvezde. Astronomi še niso opazovali nobene umirajoče rdeče pritlikavke, saj je vesolje staro šele 13,7 milijard let. To je torej lahko namig, indic, na končnost vesolja. Prva generacija zvezd je bila v skladu s teorijo „velikega poka“ sestavljena samo iz vodika, helija in litija. Ker so v tem času nastajale tudi rdeče pritlikavke, morajo torej te obstajati še danes. Žal pa še niso našli nobene rdeče pritlikavke, ki bi bila sestavljena samo iz teh elementov.